# Wayne Morris

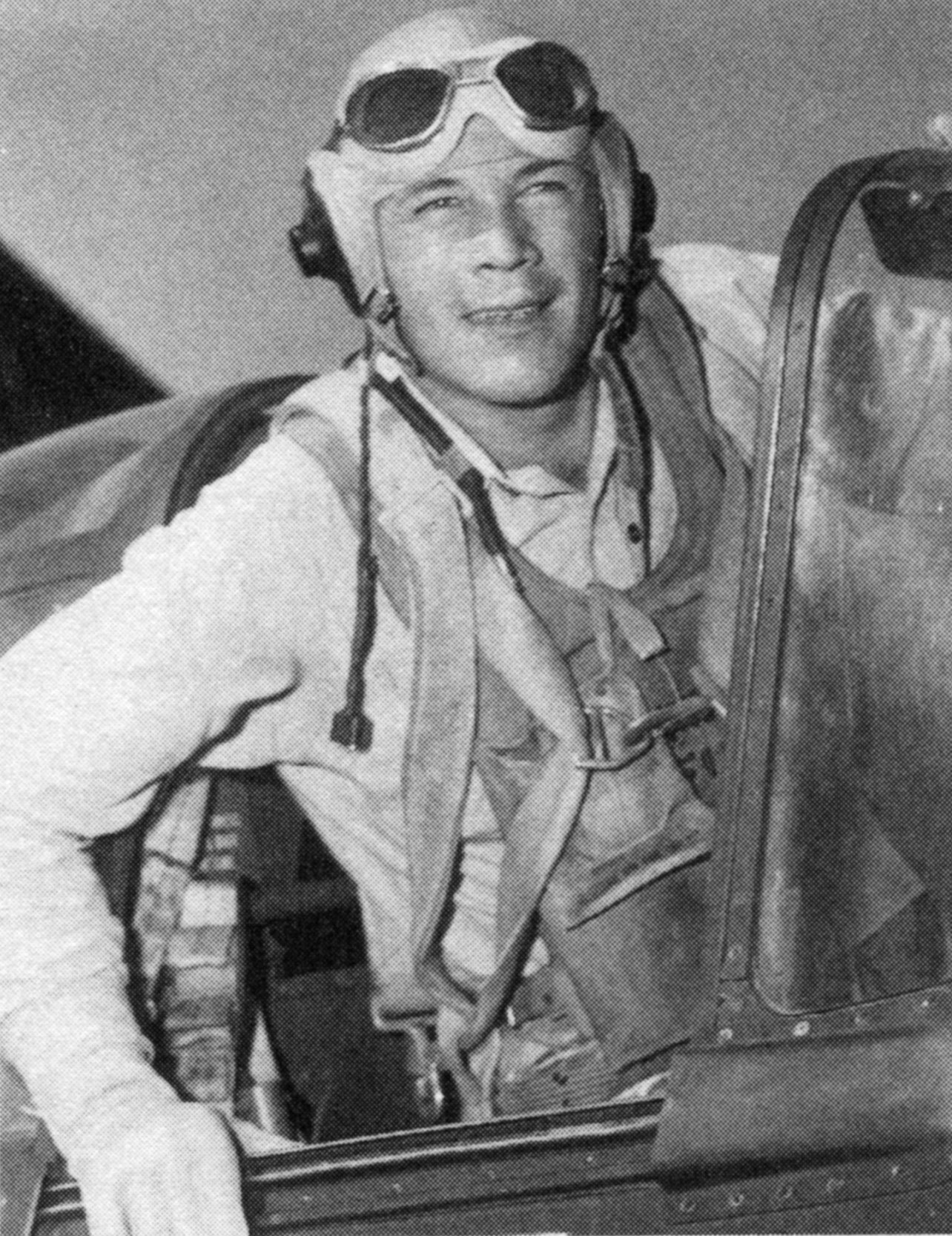
Wayne Morris als Marineflieger

Wayne Morris (* 17. Februar 1914 in Los Angeles, Kalifornien als Bert de Wayne Morris; † 14. September 1959 in Oakland, Kalifornien) war ein US-amerikanischer Schauspieler.

## Leben
Wayne Morris nahm am Pasadena Playhouse Schauspielunterricht. Ein Talentspäher von Warner Brothers wurde 1936 auf ihn aufmerksam und nahm ihn unter Vertrag. Schnell war er auf die Rolle des „netten Sonnyboys von nebenan“ festgelegt. Erfolgreich war er insbesondere als Titeldarsteller des jungen Boxers Kid Galahad in Kid Galahad – Mit harten Fäusten (1937). Bei der Produktion zu einem Fliegerfilm wuchs Morris’ Interesse an der Fliegerei, so dass er seinen Pilotenschein machte. Im Zweiten Weltkrieg trat er der amerikanischen Marine bei. Nach Abschuss von sieben japanischen Flugzeugen und Versenkung von fünf Schiffen kehrte er hochdekoriert ins Zivilleben zurück.
Der Kriegsheld konnte allerdings nicht an seinen Vorkriegs-Starruhm anknüpfen. Bis auf wenige Ausnahmen spielte Morris nur noch in B-Produktionen mit, oftmals Westernfilme. Nach längerer Durststrecke konnte er mit der Darstellung des feigen Lieutenant Roget in Stanley Kubricks Wege zum Ruhm im Jahr 1957 wieder auf sich aufmerksam machen. Diese Rolle hätte einen neuen Impuls für seine Karriere geben können, doch zunächst zog es ihn zum Fernsehen. Er übernahm in den letzten Jahren seines Lebens in vielen Serien Gastrollen, so in Rauchende Colts, Maverick, Alfred Hitchcock präsentiert, Josh, Bronco und New Orleans, Bourbon Street.
Morris war zweimal verheiratet. In seiner ersten kurzen Ehe von 1939 bis 1940 war er mit der späteren Schriftstellerin Leonora Hornblow verheiratet. 1942 heiratete er Patricia Ann O’Rourke, diese Ehe hielt bis zu seinem Tod. Durch diese Heirat wurde er zugleich Schwager des Schauspielerehepaares Peggy Stewart und Buck Young. Morris starb unerwartet im September 1959 im Alter von 45 Jahren an einem Herzanfall und wurde mit allen militärischen Ehren auf dem Nationalfriedhof Arlington beigesetzt.

## Filmografie (Auswahl)
- 1936: China Clipper
- 1937: Assistenzarzt Dr. Steven Brace (Once a Doctor)
- 1937: Kid Galahad – Mit harten Fäusten (Kid Galahad)
- 1938: Bei mir bist du schön (Love, Honor and Behave)
- 1938: Im Tal der Giganten (Valley of the Giants)
- 1938: Brother Rat
- 1939: Das zweite Leben des Dr. X (The Return of Dr. X)
- 1940: Ein Bombenerfolg (An Angel from Texas)
- 1940: The Quarterback
- 1941: I Wanted Wings
- 1941: Die Rächer von Missouri (Bad Men of Missouri)
- 1941: Verlobung mit dem Tod (The Smiling Ghost)
- 1947: Das tiefe Tal (Deep Valley)
- 1947: So You Want to Be in Pictures (Cameo-Auftritt)
- 1948: The Big Punch
- 1949: Kuß im Dunkeln (A Kiss in the Dark)
- 1949: Sie ritten mit Jesse James (The Younger Brothers)
- 1949: Sturm über dem Pazifik (Task Force)
- 1949: Eines Morgens in der Hopkins-Street (The House Across the Street)
- 1950: Cowboyrache in Oklahoma (Sierra Passage)
- 1951: … jetzt wird abgerechnet (The Bushwhackers)
- 1953: Sie ritten in die Nacht (Star of Texas)
- 1954: Dieser Mann weiß zuviel (Riding Shotgun)
- 1954: Der graue Reiter (The Desperado)
- 1954: Geheimplan 701 (The Master Plan)
- 1957: Kampf über den Wolken (The Crooked Sky)
- 1957: Wege zum Ruhm (Paths of Glory)
- 1957: Großalarm beim FBI (Plunder Road)
- 1958: Rauchende Colts (Gunsmoke, Fernsehserie, Folge 3x25)
- 1958: Maverick (Fernsehserie, Folge 2x12)
- 1959: Alfred Hitchcock präsentiert (Alfred Hitchcock Presents, Fernsehserie, Folge 4x15)
- 1959: Bronco (Fernsehserie, Folge 1x18)
- 1961: Buffalo Gun [1958 abgefilmt]